# تپه کو
تپه کو در شهرستان خرم‌آباد، بخش پاپی، دهستان کشور، ۳ کیلومتری شمال غرب روستای هلاکدر واقع شده و این اثر در تاریخ ۱۸ اسفند ۱۳۸۷ با شمارهٔ ثبت ۲۵۲۶۵ به‌عنوان یکی از آثار ملی ایران به ثبت رسیده است.